# Damazy Mioduski
Damazy Dionizy Mioduski  herbu Radwan (ur. w 1745 – zm. 6 marca 1806) – brygadier komenderujący w Dywizji Wielkopolskiej w 1792 roku, brygadier kawalerii narodowej w czasie wojny polsko-rosyjskiej 1792, sędzia dobrzyński w latach 1774–1806, podczaszy rypiński w latach 1770–1774.

## Życiorys

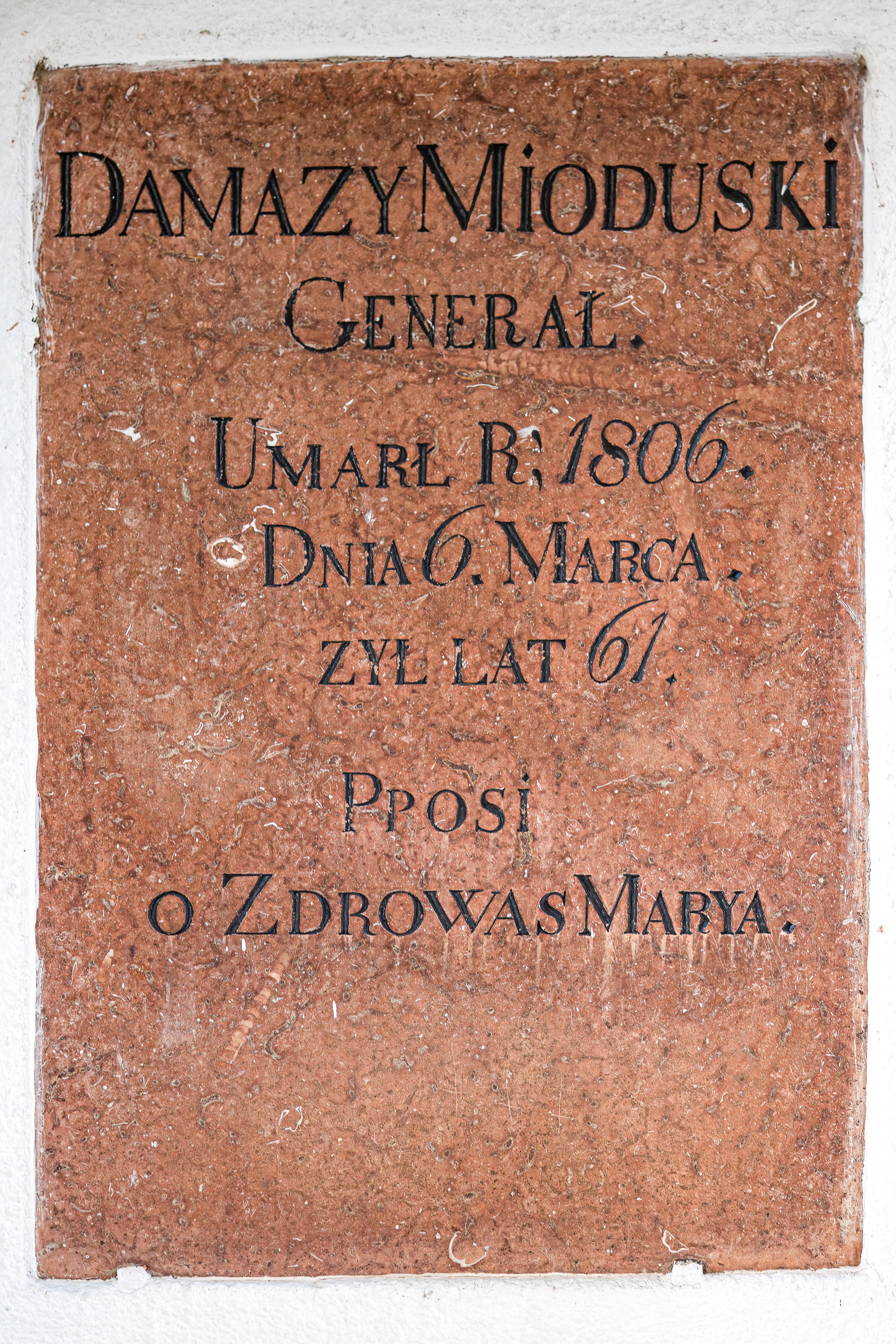
Epitafium Damazego Mioduskiego w klasztorze w Oborach

Syn Franciszka, sędziego grodzkiego bobrownickiego i Marianny Gembartówny herbu Jastrzębiec. Żonaty z Anną z Mokronowskich herbu Bogoria (1761–1829), miał dzieci: Juliana (ok. 1776–1825), Jana Zenona (ok. 1779–1829),  Martę Mariannę (ok. 1781–1843) i Michała (ok. 1790–1820). Służbę rozpoczął jako towarzysz, następnie został chorążym w 1768, porucznikiem w 1775, wicebrygadierem brygady kawalerii narodowej w Dywizji Wielkopolskiej w 1784. Poseł na sejm 1784 roku z ziemi dobrzyńskiej. Od 22 czerwca 1791 brygadier 1 Brygady Kawalerii Narodowej. Zdymisjonowany z rangą generała majora 10 lipca 1792 roku. Był konsyliarzem ziemi dobrzyńskiej w konfederacji radomskiej 1767 roku. Na Sejmie Rozbiorowym 1773–1775 jako poseł ziemi dobrzyńskiej przystąpił do konfederacji Adama Ponińskiego Członek konfederacji Andrzeja Mokronowskiego w 1776 roku i poseł na sejm 1776 roku z ziemi dobrzyńskiej. Marszałek sejmików ziemi dobrzyńskiej w Lipnie w 1778 i 1788 roku.
Poseł na sejm 1780 roku z ziemi dobrzyńskiej. Odznaczony Orderem św. Stanisława – 1786.
Posiadał następujące wsie: Bęklewo, Brzozę, Krobię Górną, Lipienice, Lubicz, Mostowo, Nową Wieś, Obory, Pustynię, Smolne, Wielgie, Zieloną Puszczę i Złotorię.